# Franz Büchner (Jagdflieger)

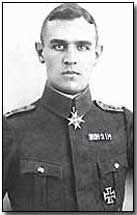
Franz Büchner

Franz Büchner (* 2. Januar 1898 in Leipzig; † 18. März 1920 bei Leipzig) war ein sächsischer Jagdflieger im Ersten Weltkrieg und Ritter des Ordens Pour le Mérite.

## Leben
Der erst 16-jährige Büchner, Sohn eines Kaufmanns in Leipzig, meldete sich im September 1914 während des Ersten Weltkriegs als Freiwilliger zur Sächsischen Armee. Er kam zum 7. Infanterie-Regiment „König Georg“ Nr. 106 und erlebte den Krieg an der Ost- und an der Westfront, wo er am 3. April 1915 verwundet wurde. Nach seiner Genesung meldete er sich als Beobachter bei der Fliegertruppe und gelangte zur Fliegerabteilung 270 (Artillerie). Am 14. März 1916 wurde Büchner zum Leutnant befördert.
Im März 1917 kam er als Pilot zur Jagdstaffel 9, bei der er am 1. August 1917 seinen ersten Luftsieg errang. Später wurde er zur Jasta 13 versetzt, wo er unter dem Kommando des erfolgreichen Jagdfliegers Rudolf Berthold kämpfte.
Nachdem er das moderne Jagdflugzeug Fokker D.VII erhalten hatte, erzielte Büchner eine ganze Serie von Luftsiegen: Im Juni 1918 drei Abschüsse, im Juli sieben, darunter am 2. Juli gegen den mit fünf Luftsiegen erfolgreichen irischen Jagdflieger Joseph Callaghan, und fünf Tage später fiel ihm die Sopwith Camel des Kanadiers Merrill Taylor, der selbst sieben Abschüsse erzielt hatte, zum Opfer. Im August erzielte er acht und im September weitere 17 Luftsiege. Bis Oktober 1918 stieg die Zahl seiner Abschüsse auf 40.
Am 7. Oktober 1918 erhielt Büchner Sachsens höchste militärische Auszeichnung, das Ritterkreuz des Militär-St.-Heinrichs-Ordens. Kurz darauf, am 10. Oktober 1918, überlebte Büchner den Zusammenstoß mit einem Jagdfliegerkameraden, da er sich mit dem Fallschirm retten konnte. Nach seinem 32. Abschuss wurde ihm am 25. Oktober 1918 die höchste preußische Tapferkeitsauszeichnung, der Orden Pour le Mérite verliehen.
Büchner überlebte den Krieg und wurde in die Vorläufige Reichswehr übernommen. Er war beim Reichswehr-Fliegerhorst Großenhain tätig und wurde am 18. März 1920 während des Kapp-Putsches bei einem Aufklärungsflug über Leipzig von Spartakisten abgeschossen.
Auf dem Friedhof Plagwitz in Leipzig fand er seine letzte Ruhestätte.

## Nachleben
Im Rahmen der Feierlichkeiten zum 25. Jubiläum des Fliegerhorstes Großenhain wurde Büchner 1939 mit einem Gedenkstein am damaligen Holdinghausenring in Großenhain geehrt. Das Denkmal wurde 1945 entfernt, die Bronzeplatte mit dem Porträt Büchners befindet sich heute im Museum Alte Lateinschule in Großenhain. In der zeitgeschichtlichen Ausstellung des Stadtgeschichtlichen Museums Leipzig wird Büchner in einer fiktiven Video-Sequenz als Vertreter der konservativ-revolutionsfeindlichen Offiziers-Elite zum Leben erweckt. Die zugehörigen Vitrine zeigt ein Foto und verschiedene Erinnerungsstücke.
Während der NS-Zeit bestand an der Universität Leipzig eine Kameradschaft Franz Büchner des NS-Studentenbundes, die aus der gleichgeschalteten vormaligen Sportschaft Angaria hervorgegangen war.

## Auszeichnungen
- Preußisches Militär-Flugzeugführer-Abzeichen
- Eisernes Kreuz (1914) II. und I. Klasse
- Ritterkreuz des Königlichen Hausordens von Hohenzollern mit Schwertern
- Ritterkreuz II. Klasse des Albrechts-Ordens mit Schwertern
- Ritterkreuz II. Klasse des Sächsischen Verdienstordens mit Schwertern